# Condado de Rusk (Wisconsin)
O Condado de Rusk é um dos 72 condados do Estado americano do Wisconsin. A sede do condado é Ladysmith, e sua maior cidade é Ladysmith. O condado possui uma área de 2 411 km² (dos quais 46 km² estão cobertos por água), uma população de 15 347 habitantes, e uma densidade populacional de 6 hab/km² (segundo o censo nacional de 2000). O condado foi fundado em 1901.